# يوشيوكي نوغوشي
يوشيوكي نوغوشي (باليابانية: 野口祥順؛ بالكانا: のぐち よしゆき) هو لاعب كرة قاعدة ياباني، ولد في 16 مايو 1981 في Niihari, Ibaraki ‏ في اليابان.

## وصلات خارجية
- يوشيوكي نوغوشي على موقع الدوري الياباني لكرة القاعدة (الإنجليزية)
- يوشيوكي نوغوشي على موقعبيزبول رفرنس.كوم (الدوري الثانوي) (الإنجليزية)